# Anthospermopsis catechosperma
Anthospermopsis catechosperma là một loài thực vật có hoa trong họ Thiến thảo. Loài này được (K.Schum.) J.H.Kirkbr. mô tả khoa học đầu tiên năm 1997.